# Actornithophilus bicolor
Actornithophilus bicolor är en insektsart som först beskrevs av Piaget 1880.  Actornithophilus bicolor ingår i släktet Actornithophilus och familjen spolätare. Inga underarter finns listade i Catalogue of Life.